# Clima Mexicului
Clima Mexicului variază mult. Tropicul Racului împarte efectiv Mexicul în două zone de climă: partea din nord cu climă temperată (iarnă cu temperaturi mai reci) și partea din sud cu climă tropicală(cu temperaturi aproximativ constante pentru tot timpul anului). Zonele din sudul paralelei 24, care ajung până la înălțimea de 1000 m au o temperatură medie anuală situată între 24ºC și 28ºC. În aceste zone temperatura rămâne mare tot timpul anului existând doar o diferență de 5ºC între temperaturile medii de vară și temperaturile medii de iarnă. În nordul paralelei 24,( deși zonele de acolo sunt la o altitudine mai joasă decât cele din sudul paralelei), temperaturile medii anuale variază între 20ºC și 24ºC, aceste temperaturi fiind date de verile umede și fierbinți și iernile reci.
De exemplu la Acapulco temperatura medie este de 26ºC în ianuarie și de 29ºC în iulie, cantitatea de precipitații fiind de numai 7 cm pe an. Temperatura medie la Mexico este de 12ºC, respectiv 18º, cantitatea de precipitații fiind de 55 cm/an, iar în orașul Merida din sud cifrele sunt de 23ºC , respectiv 28ºC și 90 cm/an precipitații.
Acest lucru îi conferă Mexicului unul dintre cele mai complexe sisteme climatice de pe Terra.

### Climatul din Mexico: Sezonul uscat (noiembrie - aprilie)
Sezonul uscat din Mexico se întinde de la noiembrie până în aprilie. În această perioadă, precipitațiile sunt rare, iar cerul este în general senin, oferind în medie 10 până la 12 ore de soare pe zi. Temperaturile în timpul zilei variază în general între 10°C și 26°C, cu o umiditate relativă măsurată în jur de 70% până la 80%. Ianuarie și februarie sunt considerate cele mai reci luni, cu temperaturi minime ce pot coborî până la 9°C.

### Climatul din Mexico: Sezonul ploios (mai - octombrie)
Sezonul ploios din Mexico începe în mai și se încheie în octombrie. În această perioadă, orașul cunoaște averse mai frecvente, în special între iunie și septembrie. Temperaturile diurne rămân relativ constante, variind între 12°C și 29°C, iar umiditatea poate ajunge până la 89%. Luna cea mai ploioasă este de obicei iulie, cu o medie de 24 de zile ploioase și un total de 415mm de precipitații. În ciuda ploii, orașul se bucură în continuare de o cantitate bună de soare, cu o medie de 11 până la 13 ore de soare pe zi.
În concluzie, climatul din Mexico oferă o diversitate de condiții meteorologice pe tot parcursul anului. Indiferent dacă intenționați să vizitați în timpul sezonului uscat sau al sezonului ploios, vă puteți aștepta să vă bucurați de temperaturi plăcute și de o expunere bună la soare. Asigurați-vă doar că verificați prognoza meteo înainte de plecare și vă pregătiți în consecință.